# Asche zu Asche
Asche zu Asche är en singel av bandet Rammstein från albumet Herzeleid. Singeln släpptes även i Australian Tour Edition av albumet Sehnsucht tillsammans med låten "Stripped" och som en andra CD till vissa utgåvor av Sehnsucht. Livelåtarna på singelskivan är alla tagna från livealbumet Live aus Berlin, som släpptes år 1999. Låten finns även med på albumet Battery: A Tribute to Rammstein, fast då i en coverversion av J. Pykal.
Förutom att vara namnet på en låt är Asche zu Asche även namnet på ett datorspel som släpptes tillsammans med både "Das Modell"-singeln och Original Single Kollektion. Spelet, vars hela namn är Rammstein: Asche zu Asche, går ut på att skjuta sig igenom tre små banor med en eldkastare. Bandmedlemmarnas ansiktsbilder från Sehnsucht förekommer även i spelet.

## Låtlista
1. "Asche zu Asche" – 3:51
2. "Spiel mit mir" (Live-version) – 5:22
3. "Laichzeit" (Live-version) – 5:14
4. "Wollt ihr das Bett in Flammen sehen" (Live-version) – 5:52
5. "Engel" (Live-version) – 5:57
6. "Asche zu Asche" (Live-version) – 3:24